# Liste der Kulturgüter in Moosseedorf
Die Liste der Kulturgüter in Moosseedorf enthält alle Objekte in der Gemeinde Moosseedorf im Kanton Bern, die gemäss der Haager Konvention zum Schutz von Kulturgut bei bewaffneten Konflikten, dem Bundesgesetz vom 20. Juni 2014 über den Schutz der Kulturgüter bei bewaffneten Konflikten sowie der Verordnung vom 29. Oktober 2014 über den Schutz der Kulturgüter bei bewaffneten Konflikten unter Schutz stehen.
Objekte der Kategorien A und B sind vollständig in der Liste enthalten, Objekte der Kategorie C fehlen zurzeit (Stand: 20. März 2024). Unter übrige Baudenkmäler sind geschützte Objekte zu finden, die im Bauinventar des Kantons Bern als «schützenswert» verzeichnet sind.

## Kulturgüter
| Foto |                                                             | Objekt                            | Kat. | Typ | Standort                                  | Beschreibung |
| ---- | ----------------------------------------------------------- | --------------------------------- | ---- | --- | ----------------------------------------- | --- |
| ja   | Datei hochladen · Wikidata zu Moosbühl (Q19362659)          | Moosbühl KGS-Nr.: 01069           | A    | F   | Gewerbestrasse / Unterweg 603935 / 206995 | 1860 entdeckte und 1971 ausgegrabene Überreste einer altsteinzeitlichen Rentierjägerstation, die vor rund 14'500 bis 12'000 Jahren genutzt wurde. Mit über 70'000 Silices handelt es sich bei der aus zwei Zeltplätzen bestehenden Freilandstation um die grösste Fundstelle der Magdalénien-Kultur in der Schweiz. Durch die ungewöhnlichen Erhaltungsbedingungen ist sie auch eine der bedeutendsten Fundstellen dieser Zeit im Alpenvorland. |
| ja   | Datei hochladen · Wikidata zu Reformierte Kirche (Q1791994) | Reformierte Kirche KGS-Nr.: 01070 | B    | G   | Kirchgasse 12 603315 / 207390             | Zwischen 1520 und 1528 auf Initiative von Peter von Englisberg erbautes Kirchengebäude, das einen Vorgängerbau aus dem 12./13. Jahrhundert ersetzte. Tadellose spätgotische Landkirche unter Satteldach mit markantem Dachreiter. Die einschiffige Kirche mündet in einen Chor mit Dreiachtel-Schluss, die mit Lisenen und Gesimse aus Sandstein gegliedert ist.                                                                                |

## Übrige Baudenkmäler
Hinweis: Anstelle der KGS-Nummer wird als Objekt-Identifikator (ID) die Grundstücksnummer verwendet.
| ID   | Foto |                                                                                            | Objekt                                          | Typ | Standort                                                                                       | Beschreibung |
| ---- | ---- | ------------------------------------------------------------------------------------------ | ----------------------------------------------- | --- | ---------------------------------------------------------------------------------------------- | ------------ |
| 1    | ja   | Datei hochladen · Wikidata zu Gasthof zum Bären (1830) (Q116871543)                        | Gasthof zum Bären (1830)                        | G   | Grauholzstrasse 20 604776 / 206505                                                             |              |
| 1    | ja   | Datei hochladen · Wikidata zu Ehemaliges Stöckli (1850) (Q116871799)                       | Ehemaliges Stöckli (1850)                       | G   | Grauholzstrasse 22 604794 / 206480                                                             |              |
| 1    | ja   | Datei hochladen · Wikidata zu Wohnhaus mit Werkstatt (1908) (Q118442649)                   | Wohnhaus mit Werkstatt (1908)                   | G   | Grauholzstrasse 24 604801 / 206464                                                             |              |
| 1    | ja   | Datei hochladen · Wikidata zu Bauernhaus (1904) (Q118444186)                               | Bauernhaus (1904)                               | G   | Grauholzstrasse 28 604869 / 206388                                                             |              |
| 1    | ja   | Datei hochladen · Wikidata zu Scheune mit Knechtenstube (1912) (Q118444474)                | Scheune mit Knechtenstube (1912)                | G   | Grauholzstrasse 30 604881 / 206353                                                             |              |
| 1    | ja   | Datei hochladen · Wikidata zu Schutzraum, Kegelbunker (1939) (Q118444780)                  | Schutzraum, Kegelbunker (1939)                  | G   | Grauholzstrasse N.N. 604617 / 206417                                                           |              |
| 1    | ja   | Datei hochladen · Wikidata zu Futtermagazin (1904) (Q127874871)                            | Futtermagazin (1904)                            | G   | Grauholzstrasse 18 604799 / 206385                                                             |              |
| 1    | ja   | Datei hochladen · Wikidata zu Ehemaliges Fouragemagazin (1904) (Q127882676)                | Ehemaliges Fouragemagazin (1904)                | G   | Grauholzstrasse 18a 604836 / 206372                                                            |              |
| 1; 3 | ja   | Datei hochladen · Wikidata zu Kaserne mit Pferdeställen (1902/1905/1908/1912) (Q118444917) | Kaserne mit Pferdeställen (1902/1905/1908/1912) | G   | Grauholzstrasse 10, 11, 12, 13, 13a, 13b, 13c, 14, 14a, 16, 16a, 16b, 16c, 16d 604637 / 206481 |              |
| 9    | ja   | Datei hochladen · Wikidata zu Grauholzdenkmal (Q1543828)                                   | Grauholzdenkmal (1886)                          | G   | Sandstrasse N.N. 604334 / 206556                                                               |              |
| 13   | ja   | Datei hochladen · Wikidata zu Ehemaliges Schulhaus (1849) (Q118445442)                     | Ehemaliges Schulhaus (1849)                     | G   | Kirchgasse 16 603250 / 207351                                                                  |              |
| 63   | ja   | Datei hochladen · Wikidata zu Wohnhaus (1936) (Q118447431)                                 | Wohnhaus (1936)                                 | G   | Hofwilstrasse 22 602981 / 207378                                                               |              |
| 144  | ja   | Datei hochladen · Wikidata zu Bauernhaus (1808/1809) (Q118465440)                          | Bauernhaus (1808/09)                            | G   | Laupenackerstrasse 11 602916 / 206891                                                          |              |
| 155  | ja   | Datei hochladen · Wikidata zu Bauernhaus (um 1920) (Q118465709)                            | Bauernhaus (um 1920)                            | G   | Hofwilstrasse 11 603123 / 207350                                                               |              |
| 155  | ja   | Datei hochladen · Wikidata zu Stöckli (um 1850) (Q118469349)                               | Stöckli (um 1850)                               | G   | Hofwilstrasse 13 603115 / 207311                                                               |              |
| 237  | ja   | Datei hochladen · Wikidata zu Wohnhaus (1940) (Q118469703)                                 | Wohnhaus (1940)                                 | G   | Nassegasse 13 603189 / 207105                                                                  |              |
| 250  | ja   | Datei hochladen · Wikidata zu Stöckli (1. Hälfte 19. Jahrhundert) (Q118469863)             | Stöckli (1. Hälfte 19. Jh.)                     | G   | Laupenackerstrasse 9 602927 / 206936                                                           |              |
| 251  | ja   | Datei hochladen · Wikidata zu Bauernhaus (1914) (Q118470931)                               | Bauernhaus (1914)                               | G   | Hofwilstrasse 8 603192 / 207340                                                                |              |
| 301  | ja   | Datei hochladen · Wikidata zu Gasthof Utiger (1848) (Q118471125)                           | Gasthof Utiger (1848)                           | G   | Bernstrasse 63 603298 / 207266                                                                 |              |
| 301  | ja   | Datei hochladen · Wikidata zu Stöckli (1797) (Q118471278)                                  | Stöckli (1797)                                  | G   | Bernstrasse 65 603319 / 207292                                                                 |              |
| 319  | ja   | Datei hochladen · Wikidata zu Wohnhaus (1923/1924) (Q118471444)                            | Wohnhaus (1923/24)                              | G   | Sandstrasse 7 603396 / 207188                                                                  |              |
| 362  | ja   | Datei hochladen · Wikidata zu Bauernhaus (1805) (Q118472745)                               | Bauernhaus (1805)                               | G   | Kirchgasse 8 603345 / 207412                                                                   |              |
| 371  | ja   | Datei hochladen · Wikidata zu Wohnstock (um 1730) (Q118476102)                             | Wohnstock (um 1730)                             | G   | Schlössliweg 6 603170 / 207385                                                                 |              |
| 658  | ja   | Datei hochladen · Wikidata zu Ehemaliges Bauernhaus mit Reibe (1796) (Q116871264)          | Ehemaliges Bauernhaus mit Reibe (1796)          | G   | Seedorffeldstrasse 5 602841 / 207009                                                           |              |
| 822  | ja   | Datei hochladen · Wikidata zu Ehemaliges Stöckli (1845) (Q118493527)                       | Ehemaliges Stöckli (1845)                       | G   | Sandstrasse 15 603505 / 207107                                                                 |              |